# Director de cine

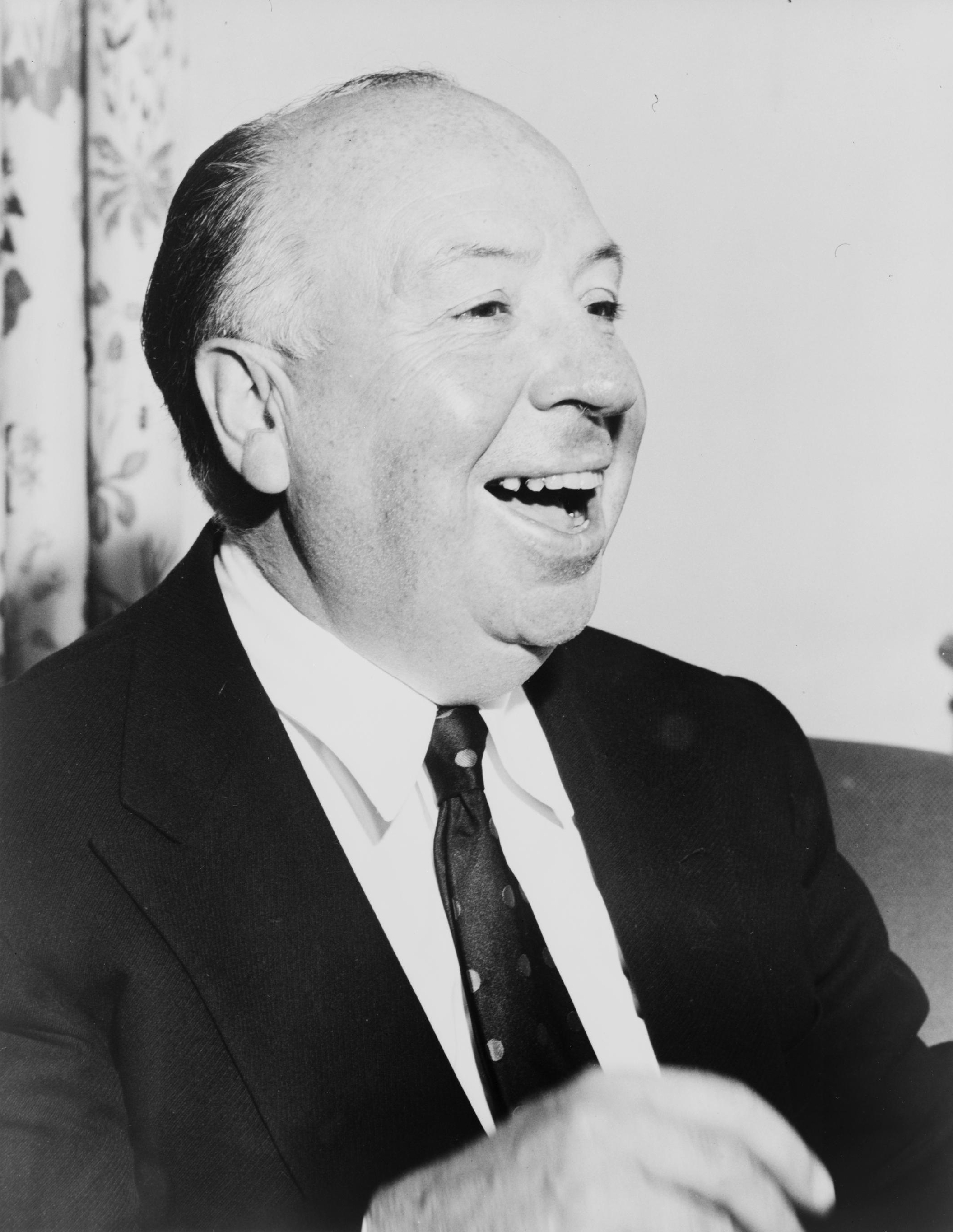
Alfred Hitchcock

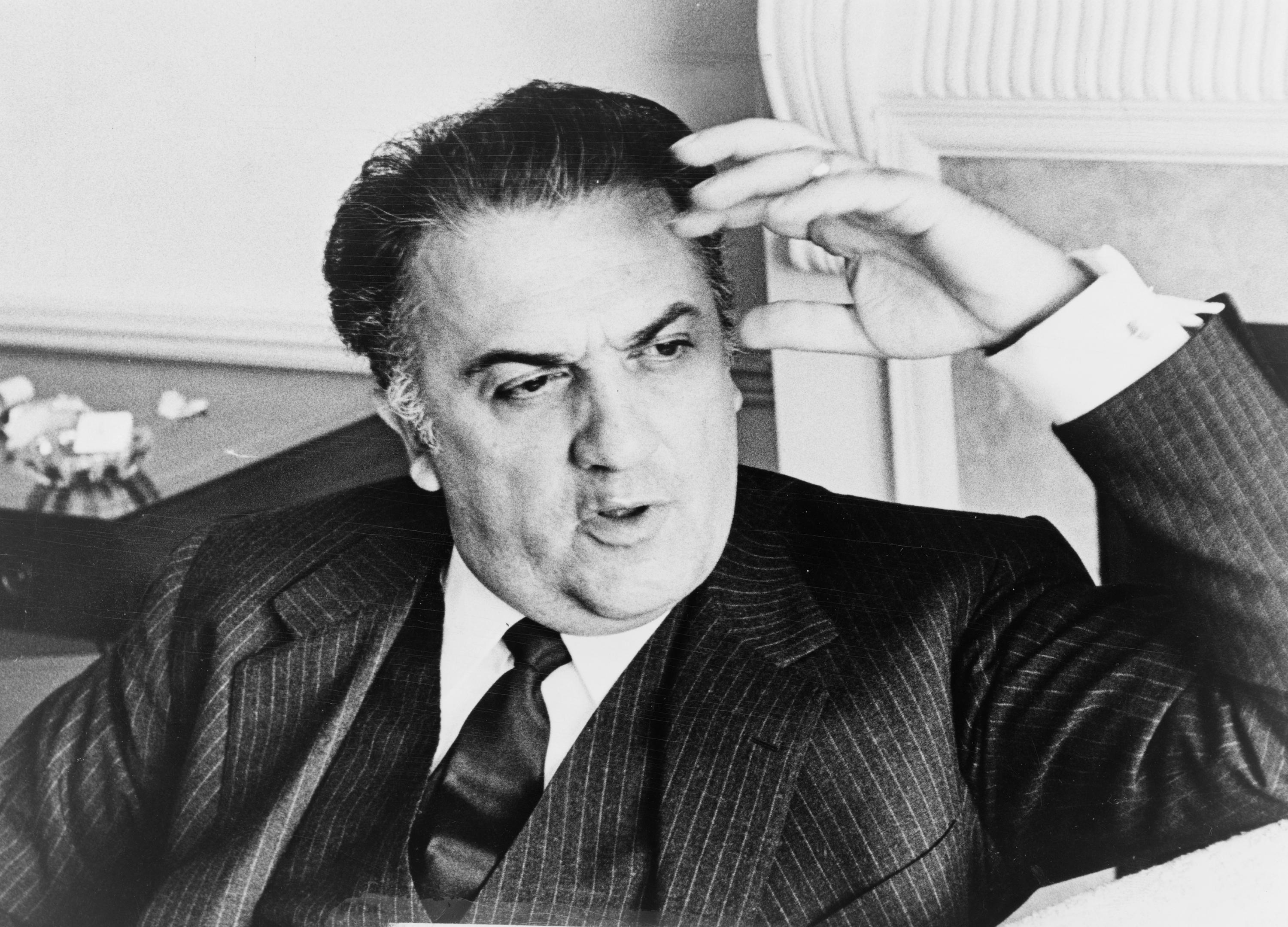
Federico Fellini

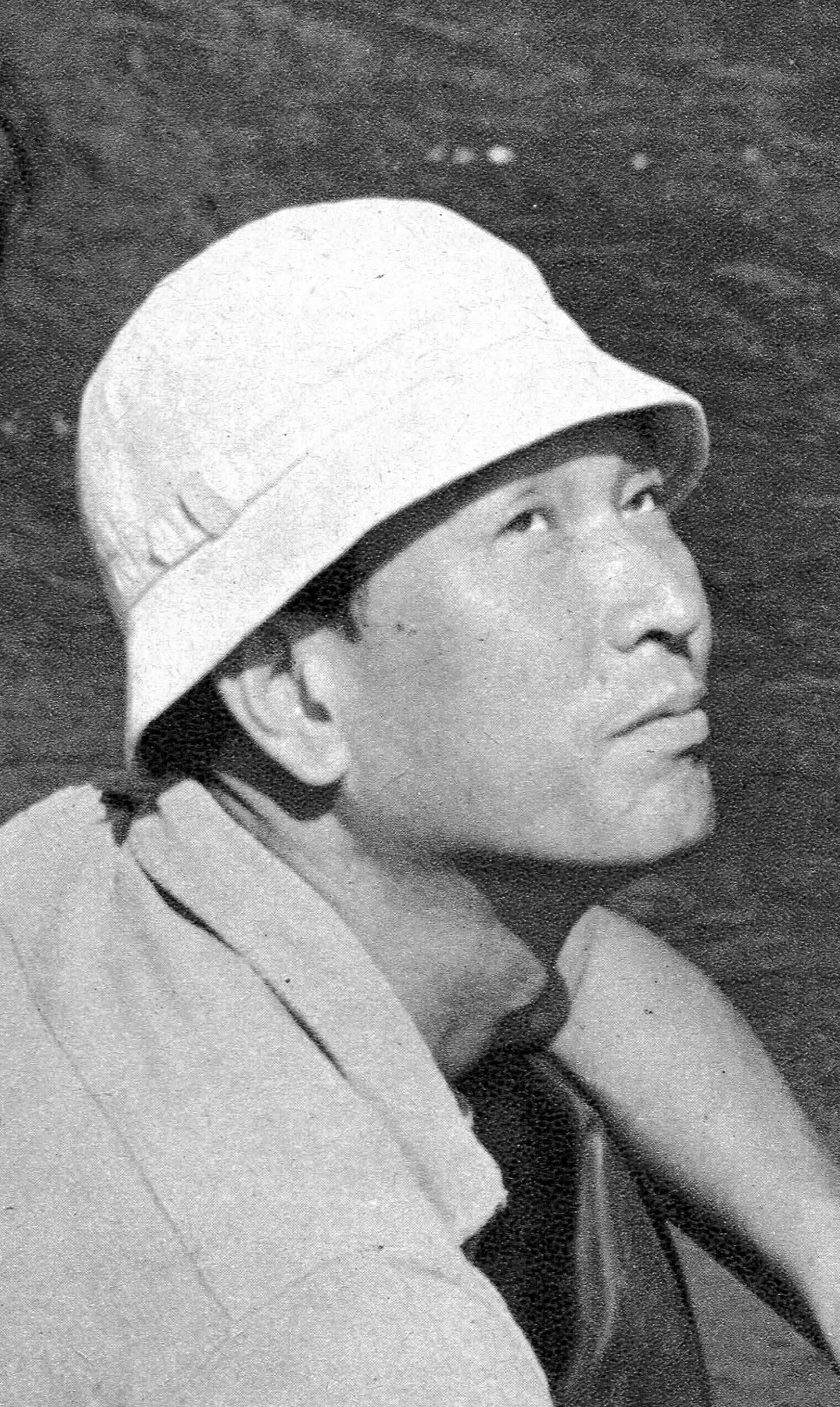
Akira Kurosawa

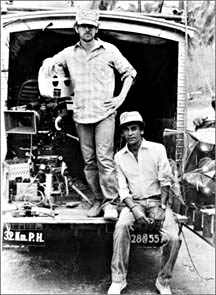
Steven Spielberg en Sri Lanka durante el rodaje de Indiana Jones.

Un director de cine (también conocido como: cineasta o realizador/a de cine) es la persona que dirige la filmación o rodaje de una película de cine, da instrucciones al equipo técnico y artístico, decide la colocación de las cámaras, supervisa el decorado y el vestuario, y todas aquellas funciones necesarias para llevar a buen término la producción.
Previamente habrá intervenido en numerosas labores, principalmente la realización del guion técnico (encuadre, plano, movimientos de cámara, objetivo y angulación), como la selección o reparto de quienes actuarán y de los demás profesionales, los escenarios naturales en los que se rodará la película, los decorados o la redacción final del guion.

## Terminología
El término director viene recogido por la RAE como sinónimo de «realizador». 
En España ambas denominaciones se aplican indistintamente en el cine, mientras que en la televisión solo se utiliza el término realizador referido a quien dirige la fase técnica de grabación tanto en estudio como en exteriores, mientras que el director es el responsable de los contenidos de un programa.  
En América Latina (al igual que en los Estados Unidos) no se utiliza el término realizador, sino únicamente director o director general.

## Responsabilidad
Los directores de cine crean una visión general a través de la cual una película finalmente se realiza. Hacer realidad esta visión incluye supervisar los elementos artísticos y técnicos de la producción cinematográfica, así como dirigir la agenda de rodaje y cumplir con las fechas límite o de entrega. Esto implica organizar al equipo de filmación de tal forma que logre su visión de la película. Esto requiere habilidades de liderazgo grupal, así como la capacidad de mantener un enfoque singular incluso en el entorno estresante y acelerado de un plató de cine. Además, es necesario tener un ojo artístico para enmarcar las tomas y dar indicaciones precisas al elenco y al equipo, por lo tanto, contar con excelentes habilidades de comunicación es obligatorio.
Dado que el director de cine depende de la cooperación exitosa de muchos individuos creativos con ideales diferentes y visiones artísticas posiblemente contradictorias, también necesita tener habilidades de resolución de conflictos para mediar siempre que sea necesario. El director asegura que todas las personas involucradas en la producción cinematográfica trabajan para lograr una visión idéntica de la película completa. El conjunto de diferentes desafíos que tiene que enfrentar ha sido descrito como «un rompecabezas multidimensional con distintos egos a completar». Se suma a la presión de que el éxito de una película puede influir sobre cuándo y cómo volverán a trabajar. También son omnipresentes los límites del presupuesto de las películas. Además, el director puede tener que asegurarse que la película recibe una determinada clasificación por edad. Teóricamente, el único superior de un director es el estudio que financia la película; no obstante, una mala relación profesional entre un director de cine y un actor podría dar como resultado el reemplazo del director si el actor o la actriz son una estrella de cine. Aun así, no se pone en duda que el director es el que pasa más tiempo en un proyecto, teniendo en cuenta que es uno de los pocos puestos que requiere una participación íntima durante cada etapa de la producción de películas. Por lo tanto, el cargo de director de cine es ampliamente considerado como muy estresante y exigente. Se ha dicho que «jornadas de trabajo de 20 horas no son inusuales».
Según las leyes de la Unión Europea, el director de la película es considerado el «autor» o uno de los autores de una película, en gran parte como resultado de la influencia de la teoría de autor. La teoría de autor es un concepto de crítica cinematográfica, ya que sostiene que la película de un director de cine refleja la visión creativa personal del director, como si fuera el principal autor (en francés: auteur). A pesar de que la producción de la película es parte de un proceso industrial, y en ocasiones debido a ella, la voz creativa del autor es lo suficientemente clara como para brillar a través de la interferencia del estudio y el proceso colectivo.
Existen diferentes tipos de directores de cine, aquí algunos de ellos:
1. Director autor: es aquel que tiene un estilo muy personal y una visión artística única, y que se preocupa por la creatividad y originalidad de sus obras. Ejemplos de directores autores son Woody Allen o Pedro Almodóvar.
2. Director comercial: es aquel que se preocupa por la rentabilidad de sus películas, y que busca complacer al público masivo. Ejemplos de directores comerciales son Steven Spielberg o Michael Bay.
3. Director independiente: es aquel que produce y dirige sus películas con un presupuesto limitado y sin la ayuda de grandes estudios, y que suele tener una visión más arriesgada y experimental. Ejemplos de directores independientes son Quentin Tarantino o Darren Aronofsky.
4. Director de género: es aquel que se especializa en un género específico, como el cine de terror, ciencia ficción o comedia. Ejemplos de directores de género son John Carpenter o James Wan.
5. Director de actores: es aquel que se enfoca en la actuación y en sacar lo mejor de sus actores, logrando actuaciones memorables. Ejemplos de directores de actores son Martin Scorsese o David O. Russell.
6. Director de fotografía: es aquel que se enfoca en la estética visual de sus películas, creando imágenes impactantes y memorables. Ejemplos de directores de fotografía son Roger Deakins o Emmanuel Lubezki.

Estos son solo algunos de los tipos de directores de cine que existen, aunque muchos de ellos pueden tener características de más de un tipo.